# Boisset (Górna Loara)
Boisset – miejscowość i gmina we Francji, w regionie Owernia-Rodan-Alpy, w departamencie Górna Loara.
Według danych na rok 1990 gminę zamieszkiwały 194 osoby, a gęstość zaludnienia wynosiła 14 osób/km² (wśród 1310 gmin Owernii Boisset plasuje się na 655. miejscu pod względem liczby ludności, natomiast pod względem powierzchni na miejscu 668.).